# 大斯旺普鎮區 (北卡羅萊納州韋恩縣)
大斯旺普鎮區（英語：Great Swamp Township）是位於美國北卡羅萊納州韋恩縣的一個鎮區。

## 地方資料
大斯旺普鎮區的面積為77.88平方千米，皆為陸地。根據2020年美國人口普查的數據，當地共有人口2032人，而人口密度為每平方千米26.09人。